# Pseudochauhanea argentea
Pseudochauhanea argentea är en plattmaskart. Pseudochauhanea argentea ingår i släktet Pseudochauhanea och familjen Heteraxinidae. Inga underarter finns listade i Catalogue of Life.